# NLRC3
NLRC3 (англ. NLR family, CARD domain containing 3) — цитозольный белок, Nod-подобный рецептор из подсемейства NOD, продукт гена NLRC3.

## Функции
Модулирует активацию T-лимфоцитов; снижает транскрипцию генов, активируемых в процессе рецепторной стимуляции T-лимфоцитов. Задерживает деградацию белков NFKBIA/IKBA.

## Структура
Зрелый белок состоит из 1065 аминокислот, молекулярная масса — 114,7 кДа.  Молекула включает NACHT-домен с участком связывания АТФ и 16 LRR (лейцин-обогащённых)-повторов.
В результате альтернативного сплайсинга образуются основная и 3 укороченные изоформы.

## Тканевая специфичность
Экспрессируется в мононуклеарных лейкоцитах периферичской крови. Экспрессия снижается при стимуляции T-лимфоцитов.